# Баллия
Баллия (англ. Ballia, хинди बलिया) — город на севере Индии, в штате Уттар-Прадеш, административный центр одноимённого округа.

## География
Город находится в восточной части Уттар-Прадеша, на левом берегу реки Ганг, на высоте 53 метров над уровнем моря.
Баллия расположена на расстоянии приблизительно 330 километров к востоку-юго-востоку (ESE) от Лакхнау, административного центра штата и на расстоянии 745 километров к востоку-юго-востоку от Нью-Дели, столицы страны.

## Демография
По данным официальной переписи 2011 года численность населения города составляла 104 271 человека, из которых мужчины составляли 53,4 %, женщины — соответственно 46,6 %. Уровень грамотности взрослого населения составлял 77,6 %. Уровень грамотности среди мужчин составлял 81,6 %, среди женщин — 73,1 %. 10,4 % населения составляли дети до 6 лет.
Динамика численности населения города по годам:
| 1991   | 2001    | 2011    |
| ------ | ------- | ------- |
| 84 063 | 102 226 | 127 931 |

## Экономика и транспорт
Одной из ведущих отраслей экономики города является сельское хозяйство. В окрестностях Балии выращивают рис, ячмень, горох, просо, зернобобовые и масличные культуры, а также сахарный тростник. Проводятся ежегодные скотоводческие ярмарки.

Сообщение Баллии с другими городами Индии осуществляется посредством железнодорожного и автомобильного транспорта. Ближайший аэропорт расположен в городе Патна.